# Malling (Gangkofen)
Malling ist ein Gemeindeteil des Markts Gangkofen und eine Gemarkung im niederbayerischen Landkreis Rottal-Inn.

## Geografie
Das Dorf liegt zwei Kilometer südöstlich des Kerns von Gangkofen.

## Geschichte
Mit der Gebietsreform in Bayern verlor die ehemalige Gemeinde Malling zum 1. Januar 1972 ihre Eigenständigkeit. Die Orte Brumm, Gottholbing, Gunzen, Hintergausberg, Hinterwimm, Holzlehen, Holzlucken, Kieswimm, Kreuzöd, Liegöd, Linn, Moosvogl, Schusteröd, Siedöd, Steinbüchl, Unterried, Viehholzen und Vordergausberg wurden in den Markt Massing eingegliedert. Die Orte Abessen, Ecken, Edgarten, Fußöd, Gruber, Holzreit, Malling, Matzing, Oberried, Ofen, Rußbrenner, Schnatzling, Schroll, Seereit, Vohberg, Wickering und Wüst kamen zum Markt Gangkofen.

### Einwohnerentwicklung
| Jahr                       | 1840 | 1852 | 1861 | 1867 | 1871 | 1875 | 1885 | 1900 | 1925 | 1950 | 1961 | 1970 | 1987 |
| -------------------------- | ---- | ---- | ---- | ---- | ---- | ---- | ---- | ---- | ---- | ---- | ---- | ---- | ---- |
| Einwohner Gemeinde Malling | 441  | 436  | 421  | 416  | 428  | 445  | 492  | 424  | 470  | 603  | 421  |      |      |
| Einwohner Dorf Malling     |      |      | 137  |      | 145  | 154  | 157  | 126  | 148  | 182  | 144  | 115  | 110  |